# Listă de scriitori britanici de ficțiune ciudată
Aceasta este o listă de scriitori britanici de ficțiune ciudată:

## A
- Robert Aickman[1]
- Brian Aldiss

## B
- J. G. Ballard
- Clive Barker
- Algernon Blackwood
- Marjorie Bowen
- John Buchan

## C
- Ramsey Campbell
- Angela Carter

## D
- Walter de la Mare
- Daphne du Maurier
- Hal Duncan
- Lord Dunsany

## G
- Neil Gaiman
- Stephen Gallagher
- Jane Gaskell
- Robert Murray Gilchrist
- Felix Gilman

## H
- M. John Harrison
- L. P. Hartley
- Hesketh Hesketh-Prichard
- William Hope Hodgson

## I
- Simon Ings

## J
- M. R. James

## K
- Charles Francis Keary

## L
- Stephen Laws
- Tanith Lee
- Vernon Lee
- Deborah Levy
- David Lindsay

## M
- Arthur Machen
- Jan Mark
- Graham Masterton
- China Miéville
- Michael Moorcock
- Alan Moore
- Grant Morrison

## N
- Jeff Noon

## O
- Oliver Onions
- Helen Oyeyemi

## P
- Mervyn Peake

## R
- Alistair Rennie
- Eric Frank Russell

## S
- William Sansom
- Sarban
- Walter Scott
- Mary Shelley
- M. P. Shiel
- Brian Stableford
- Robert Louis Stevenson
- Charles Stross
- Steph Swainston

## V
- E. H. Visiak

## W
- H. Russell Wakefield
- Hugh Walpole
- H. G. Wells
- Robert Westall
- Liz Williams

## Vezi și
- Listă de scriitori britanici
- Listă de scriitori americani de ficțiune ciudată